# کرامزویل (پنسیلوانیا)
کرامزویل (به انگلیسی: Krumsville) یک منطقهٔ مسکونی در ایالات متحده آمریکا است که در پنسیلوانیا واقع شده‌است. کرامزویل ۲۳۰٫۱۳ متر بالاتر از سطح دریا واقع شده‌است.